# 2007-es IIHF divízió III-as jégkorong-világbajnokság
A 2007-es IIHF divízió III-as jégkorong-világbajnokságot Dundalkban, Írországban rendezték április 15. és 21. között. A vb-n 5 válogatott vett részt, egy ötös csoportban.

## Résztvevők
A világbajnokságon az alábbi 5 válogatott vett részt.
| Csapat                  | Kvalifikáció módja                                                    |
| ----------------------- | --------------------------------------------------------------------- |
| Dél-afrikai Köztársaság | Előző évben a divízió II B csoportjának 6. helyén végzett és kiesett. |
| Új-Zéland               | Előző évben a divízió II A csoportjának 6. helyén végzett és kiesett. |
| Írország                | Rendező, előző évben a divízió III 4. helyén végzett.                 |
| Luxemburg               | Előző évben a divízió III 5. helyén végzett.                          |
| Mongólia                | Először indult IIHF-tornán.                                           |
| Örményország            | Előző évben a divízió III 3. helyén végzett, de visszalépett.         |

## Eredmények
| Jelmagyarázat              |
| -------------------------- |
| Feljutott a divízió II-be. |
| Visszalépett.              |

### Végeredmény
| Nemzet                  | M | Gy | D | V | G+ | G- | Gk  | P  |
| ----------------------- | - | -- | - | - | -- | -- | --- | -- |
| Új-Zéland               | 4 | 4  | 0 | 0 | 29 | 6  | +23 | 12 |
| Írország                | 4 | 3  | 0 | 1 | 20 | 8  | +12 | 8  |
| Luxemburg               | 4 | 2  | 0 | 2 | 21 | 15 | +6  | 7  |
| Dél-afrikai Köztársaság | 4 | 1  | 0 | 3 | 17 | 16 | +1  | 3  |
| Mongólia                | 4 | 0  | 0 | 4 | 3  | 45 | −42 | 0  |
| Örményország            | 0 | –  | – | – | –  | –  | –   | 0  |

### Eredmények
A mérkőzések kezdési időpontjai helyi idő szerint (UTC±0) értendők.
| 2007. április 15. 13:00 | Írország | 11–0 (2–0, 7–0, 2–0) | Mongólia | Dundalk Ice Dome, Dundalk |

|  |  |  |  |  |
|  |  |  |  |  |
|  |  |  |  |  |
|  |  |  |  |  |

| 2007. április 15. 16:30 | Dél-afrikai Köztársaság | 2–5 (1–1, 0–1, 1–3) | Luxemburg | Dundalk Ice Dome, Dundalk |

|  |  |  |  |  |
|  |  |  |  |  |
|  |  |  |  |  |
|  |  |  |  |  |

| 2007. április 16. 13:00 | Luxemburg | 10–1 (4–0, 3–0, 3–1) | Mongólia | Dundalk Ice Dome, Dundalk |

|  |  |  |  |  |
|  |  |  |  |  |
|  |  |  |  |  |
|  |  |  |  |  |

| 2007. április 16. 20:00 | Új-Zéland | 4–2 (0–1, 1–1, 3–0) | Írország | Dundalk Ice Dome, Dundalk |

|  |  |  |  |  |
|  |  |  |  |  |
|  |  |  |  |  |
|  |  |  |  |  |

| 2007. április 18. 16:30 | Dél-afrikai Köztársaság | 14–1 (2–0, 5–1, 7–0) | Mongólia | Dundalk Ice Dome, Dundalk |

|  |  |  |  |  |
|  |  |  |  |  |
|  |  |  |  |  |
|  |  |  |  |  |

| 2007. április 18. 20:00 | Luxemburg | 3–8 (0–1, 1–5, 2–2) | Új-Zéland | Dundalk Ice Dome, Dundalk |

|  |  |  |  |  |
|  |  |  |  |  |
|  |  |  |  |  |
|  |  |  |  |  |

| 2007. április 19. 16:30 | Új-Zéland | 10–1 (3–0, 2–0, 5–1) | Mongólia | Dundalk Ice Dome, Dundalk |

|  |  |  |  |  |
|  |  |  |  |  |
|  |  |  |  |  |
|  |  |  |  |  |

| 2007. április 19. 20:00 | Írország | 3–1 (1–1, 1–0, 1–0) | Dél-afrikai Köztársaság | Dundalk Ice Dome, Dundalk |

|  |  |  |  |  |
|  |  |  |  |  |
|  |  |  |  |  |
|  |  |  |  |  |

| 2007. április 21. 16:30 | Új-Zéland | 7–0 (2–0, 3–0, 2–0) | Dél-afrikai Köztársaság | Dundalk Ice Dome, Dundalk |

|  |  |  |  |  |
|  |  |  |  |  |
|  |  |  |  |  |
|  |  |  |  |  |

| 2007. április 21. 20:00 | Írország | 4–3 (h.u.) (0–0, 2–3, 1–0) (h.u.: 1–0) | Luxemburg | Dundalk Ice Dome, Dundalk |

|  |  |  |  |  |
|  |  |  |  |  |
|  |  |  |  |  |
|  |  |  |  |  |